# Scaphiella agocena
Scaphiella agocena là một loài nhện trong họ Oonopidae.
Loài này thuộc chi Scaphiella. Scaphiella agocena được Arthur M. Chickering miêu tả năm 1968.